# Malý Slepák
Malý Slepák je místní název pro mrtvé rameno řeky Labe vzniklé při regulaci toku Labe v první polovině 20. století. Břeh ze strany přiléhající k Labi je zastavěn zahrádkářskou osadou. Po protějším břehu prochází zelená turistická značka vedoucí od Pardubického zámku na hrad Kunětická hora.

## Galerie

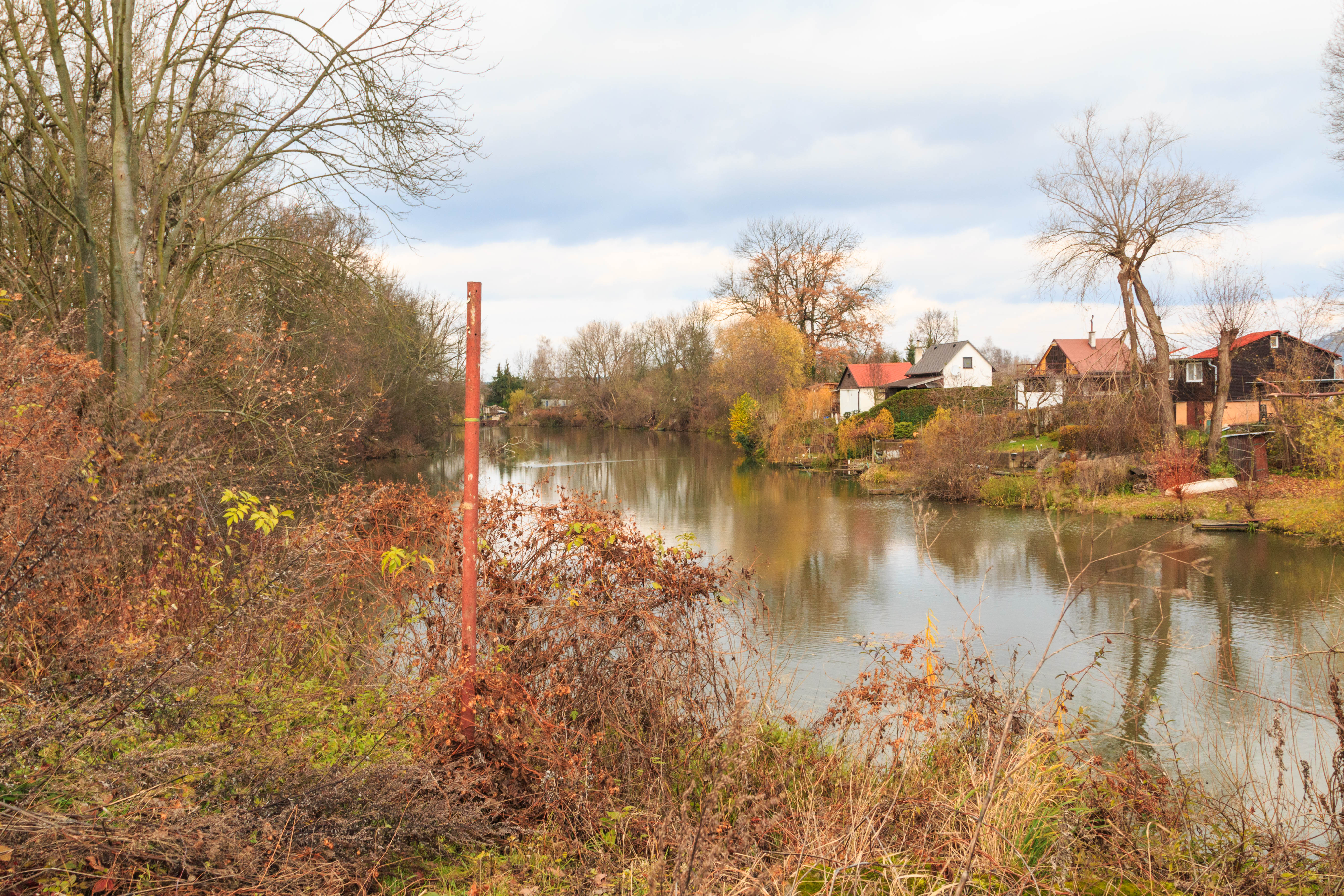
Malý Slepák
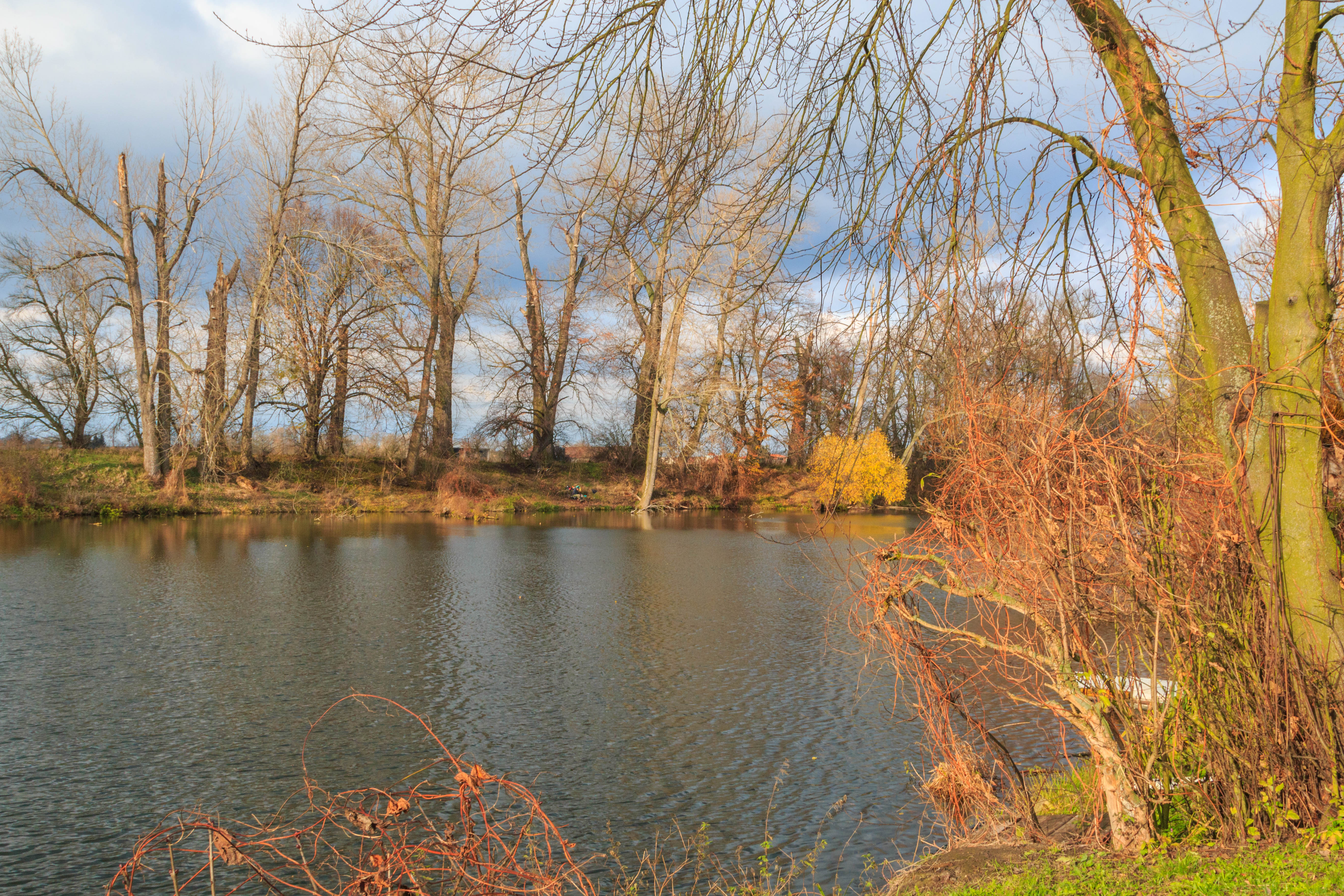
Malý Slepák
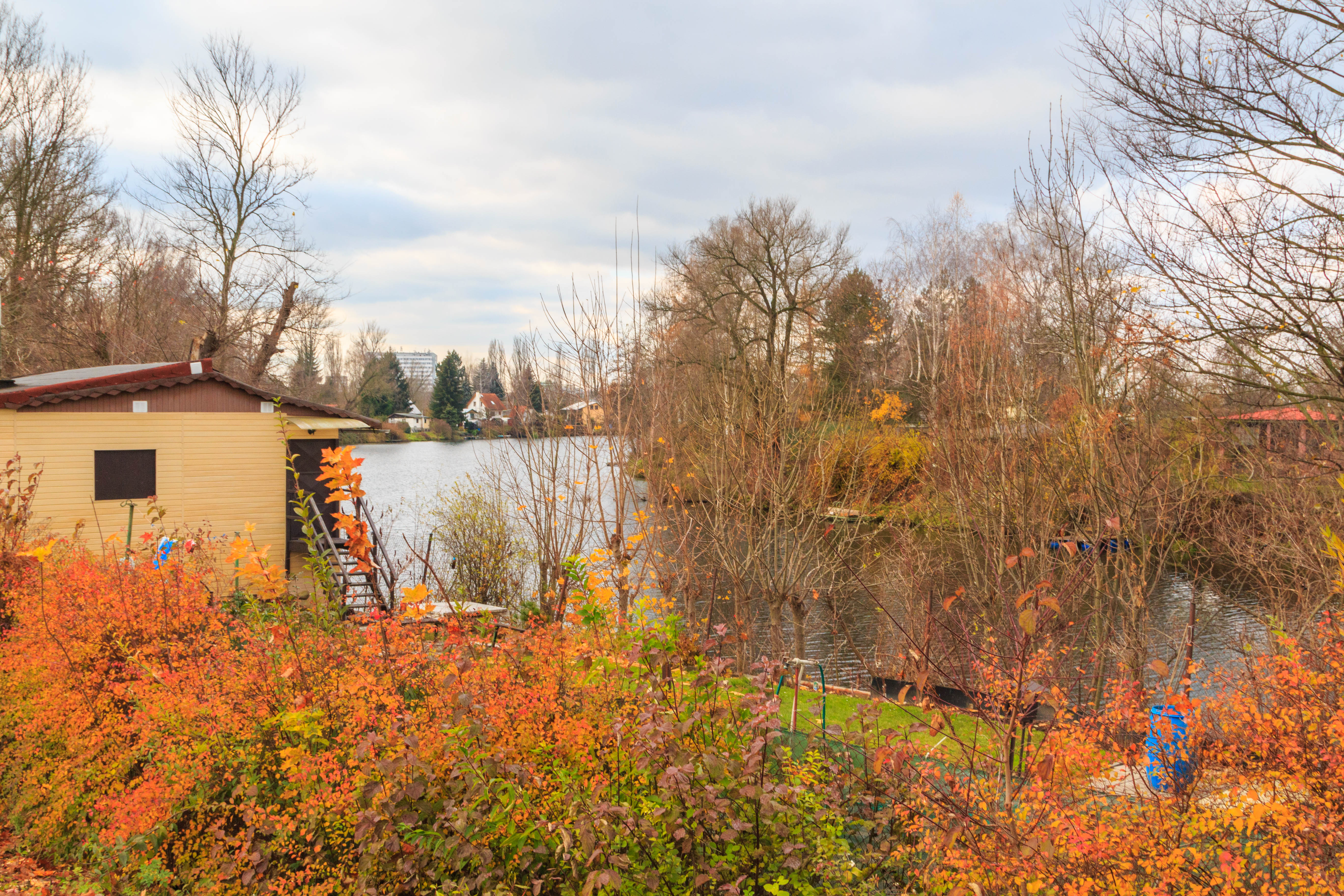
Malý Slepák
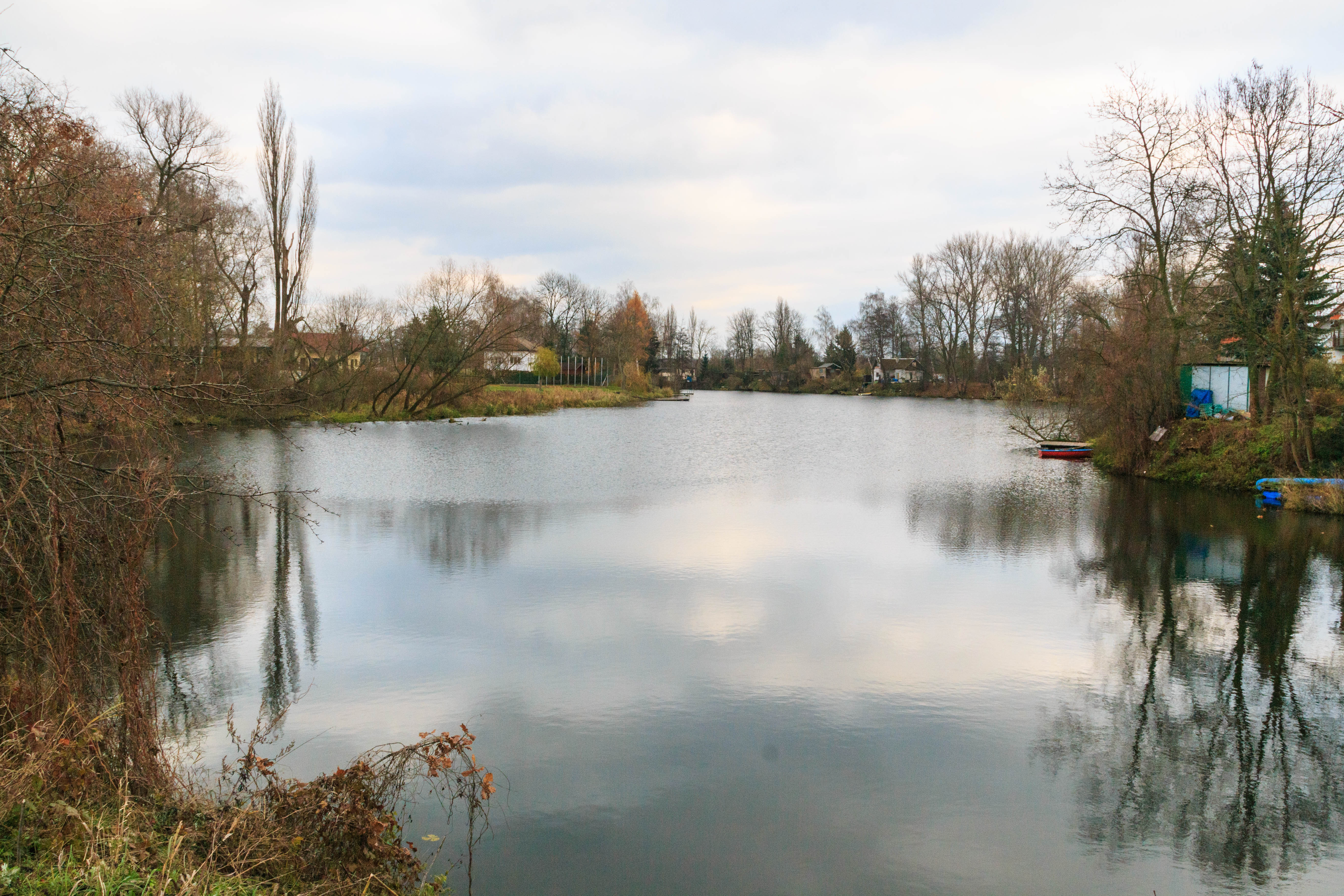
Malý Slepák